# Los pasos dobles
Pour plus de détails, voir Fiche technique et Distribution.
Los pasos dobles est un docudrame expérimental hispano-suisse coécrit et réalisé par Isaki Lacuesta et sorti le 23 septembre 2011.

## Synopsis
De nos jours, au pays Dogon, le peintre espagnol Miquel Barceló revient sur les traces de l'écrivain français François Augiéras, qu'il croit être son double, selon une vieille légende malienne... 

## Fiche technique
- Titre original : Los pasos dobles
- Titre français :
- Titre québécois :
- Réalisation : Isaki Lacuesta
- Scénario : Isa Campo et Isaki Lacuesta
- Direction artistique :
- Décors :
- Costumes :
- Photographie : Diego Dussuel
- Son :
- Montage : Domi Parra
- Musique : Gerard Gil
- Production :
- Société(s) de production : Bord Cadre Films
Tusitala Producciones Cinematográficas
- Société(s) de distribution :   Sony Pictures Entertainment
- Budget :
- Pays d'origine :  Espagne/ Suisse
- Langue : français, bambara
- Format : Couleur - 35mm - 1.85:1 -  Son Dolby numérique
- Genre : Docudrame
- Durée : 86 minutes
- Dates de sortie :
  -  Espagne : 19 septembre 2011 (Festival de Saint-Sébastien), 23 septembre 2011

## Distribution
- Miquel Barceló : dans son propre rôle
- Djenebou Keita : la fille amoureuse de François Augiéras
- Bokar Dembele
- Alou Cissé
- Hamadoun Kassogue

## Distinctions
- 2011 : Coquille d'or au festival de Saint-Sébastien